# Barbarano Romano
 Barbarano Romano er en italiensk by (og kommune) i regionen Lazio med omkring 1.004(2023) indbyggere.